# Grad Murska Sobota
Grad Murska Sobota leži v istoimenskem mestu ob magistralni cesti Maribor-Lendava. Danes je grad zaščiten kot kulturni spomenik lokalnega pomena.
Današnji grad je naslednik izginulega murskosoboškega gradu. Listina iz leta 1255 je prva, ki nakaže, da je današnji grad že obstajal. Njegov resnični obstoj potrjujeta listina iz leta 1478 ki ga omenja kot »castellum in Belmwra«, in leta 1498 kot »castellum Mwrayzombath«. Grad in njegova širša okolica sta od 11. stoletja spadala pod ogrsko kraljevo ozemlje. V 12. in 13. stoletju je bila zemlja razdeljena v fevd. Nastala so večja zemljišča. Eno izmed njih je zemljišče Belmura. Vanj sta spadala najstarejši kraj Murska Sobota in dvor Bel Mura, ki je bil upravno središče celotnega belmurskega ozemlja. Njegova lega je bila pomembna zaradi križišča prometnih in trgovskih poti med Nemčijo in Ogrsko.
Dvor in pozneje grad sta se sprva imenovala Bel Mura, kot središče ozemlja Belmura. Ležala sta zraven naselja Sobote, kar je slovenska ljudska oblika imena, ki jo Madžari ob prihodu v 10. stoletju prevzamejo, v listinah pa zapisujejo v različicah kot Szombata, Zombota, Sombatha... Ime izhaja iz sobote kot dneva v tednu, druga možna razlaga pa pravi da prihaja iz osebnega imena »Sobata« s slovansko osnovo »sabota«. Madžarske pisarniške oblike so pozneje dodale »Murska« po zemljišču Belmura, ki izhaja iz starejšega poimenovanja »Mura«.
Rodbina Szechy je v drugi polovici 14. stoletja postala lastnica dvora, ki je bil upravno središče belmurskega ozemlja. Ti so pozidali grad v drugi polovici 16. stoletja v pravilni renesančni obliki, ki je ohranjena še danes. Grad je sestavljen iz štirih enako visokih in dvonadstropnih stanovanjskih traktov, ki obdajajo notranje pravokotno dvorišče, ki je obdano z arkadnimi hodniki.
Rodbina Szápáry je ob koncu 17. stoletja postala lastnica gradu, ki ga je leta 1687 kupil Peter Szapary. Njegova sinova sta leta 1722 dosegla grofovski naziv. V prvi polovici 18. stoletja dodajo gradu baročni značaj, s tem da polepšajo njegov notranji in zunanji izgled. Zadnji lastnik László Szapáry je leta 1934 grad na dražbi prodal soboški občini, ki ga ima še danes v lasti. Velik del njegove notranjosti pa je bil razprodan že pred tem, med drugim velika knjižnica - najvecji del je odkupil lastnik Prekmurske tiskarne Izidor Hahn.  V času druge svetovne vojne je v gradu imela sedež madžarska okupacijska sila. Po vojni je grad dobil kulturni pomen, v njem so se naselili Pomurski muzej Murska Sobota, Mladinski in kulturni klub, gostišče Grajski hram. V njem je urejena tudi dvorana namenjena kulturnim prireditvam. V gradu se je nahajala tudi Pokrajinska in študijska knjižnica Murska Sobota.

## Upravniki gradu in gospostva Murska Sobota
17. stoletje
- Štefan pl. Lippich
- Franc pl. Balogh de Ber (tudi upravnik Rakičanskega gospostva)
- Jurij pl. Guitman
- Blaž pl. Temlin (tudi upravnik Rakičanskega gospostva)

18. stoletje
- Franc pl. Lengyel
- Andrej Pless
- Janez pl. Troxar
- Mihael Czipoth
- Janez pl. Hemeczperger
- Franc Koller
- Štefan pl. Rapossa (tudi upravnik Rakičanskega gospostva)
- Andrej Monek
- Franc Pollak

19. stoletje

## Galerija
- Portal soboškega gradu
- «Soba Marije Terezije« s portretoma nje in cesarja Štefana
- Dvorana v dvorcu leta 1930
- Del opreme v dvorcu leta 1930
- Lovci pred Szapary-jevim gradom okoli 1920